# Ас-Сафа и аль-Марва

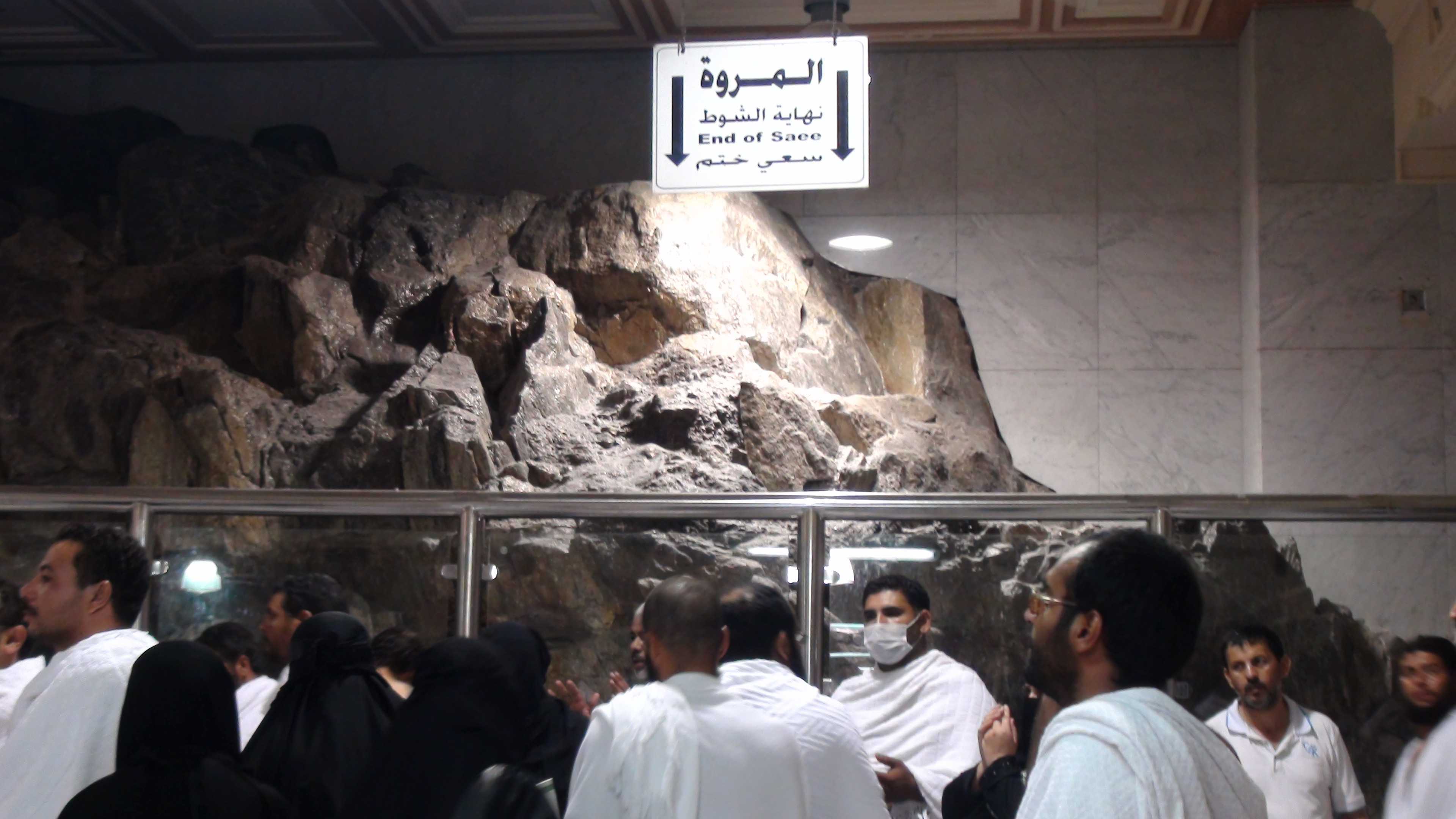
Холм аль-Марва.

Ас-Сафа и аль-Марва (араб. الصفا والمروة‎) — два холма, входящие в комплекс мечети аль-Харам. Упомянуты в Коране.

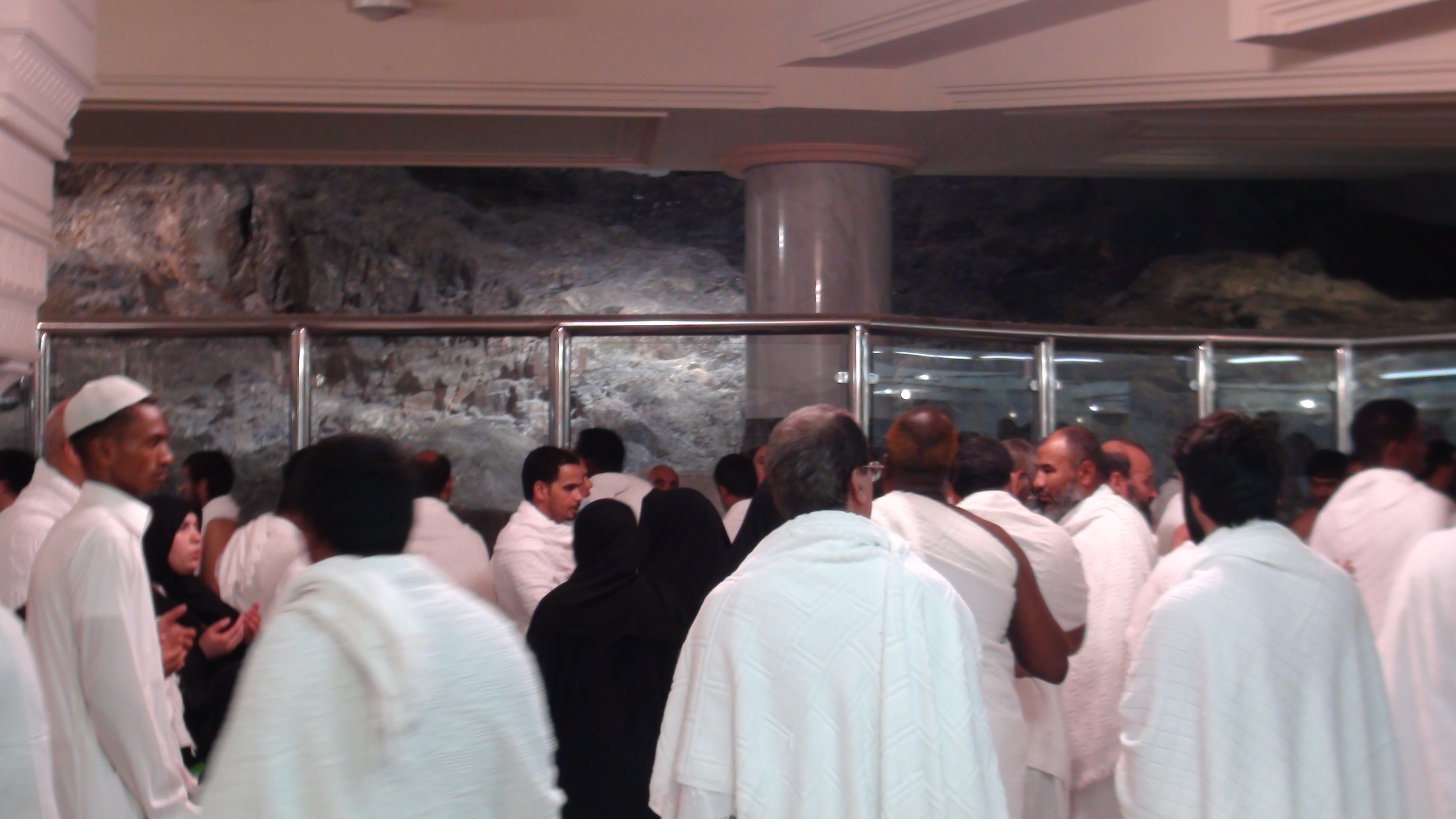
Холм ас-Сафа.

## Расположение

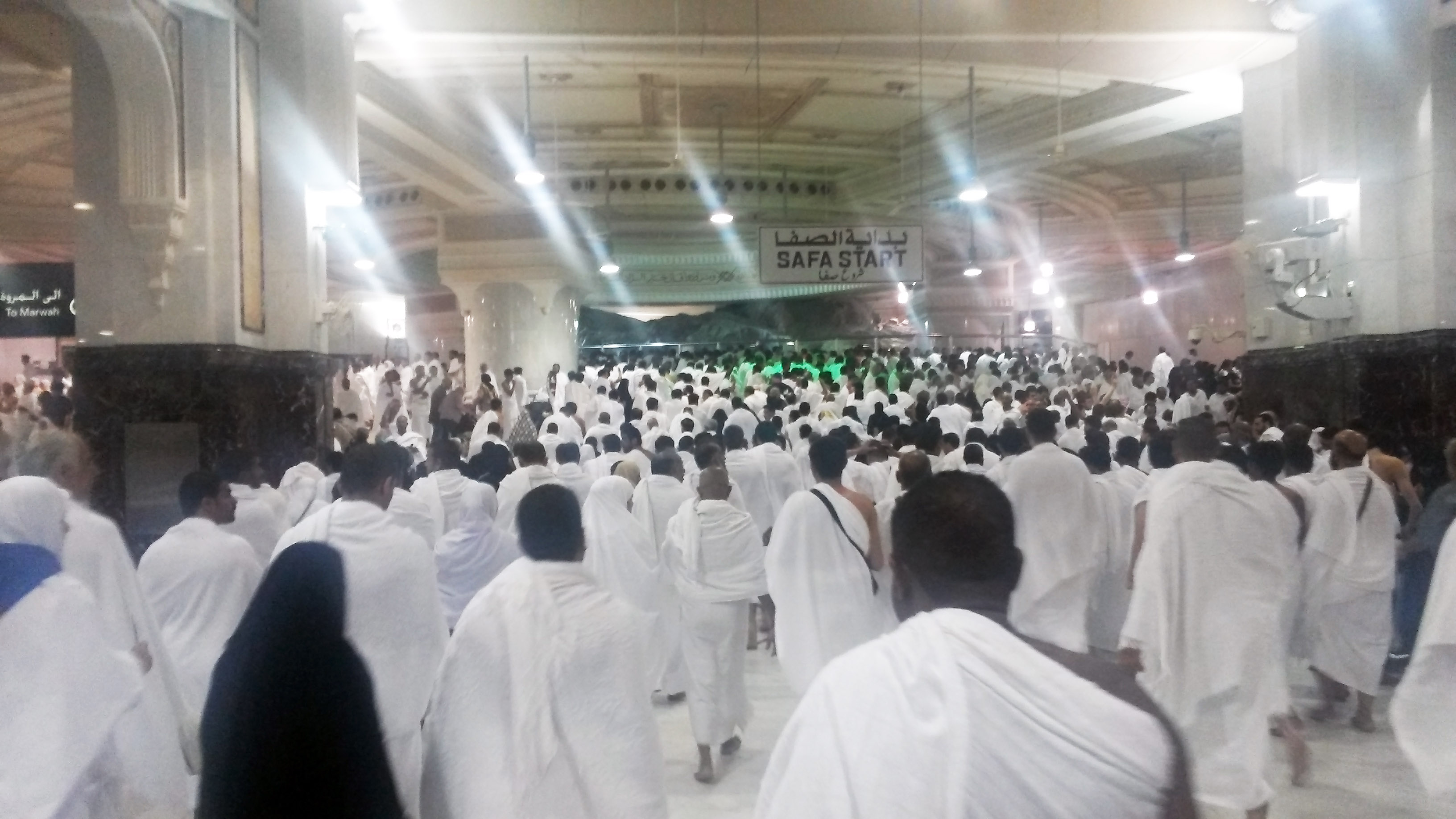
Ритуальный бег между холмами.

- ас-Сафа: 21°25′18″ с. ш. 39°49′38″ в. д.HGЯO (100 метров от Каабы)
- аль-Марва: 21°25′31″ с. ш. 39°49′38″ в. д.HGЯO (350 метров от Каабы)

## Хадж
Расстояние между холмами составляет 450 метров. Во время хаджа паломники поднимаются на холм ас-Сафа, поворачиваются лицом к Каабе и обращаются к Аллаху с молитвой о милости и просьбой защитить их от несчастий. Затем паломники спускаются с этого холма до столба, установленного у его подножия, и бегут до другого столба, стоящего у холма аль-Марва, и поднимаются на этот холм. Там они вновь поворачиваются лицом к Каабе и совершают молитву, после чего возвращаются к Сафе. Бег между этими холмами, получивший название са‘й (араб. سعى‎), повторяется семикратно.

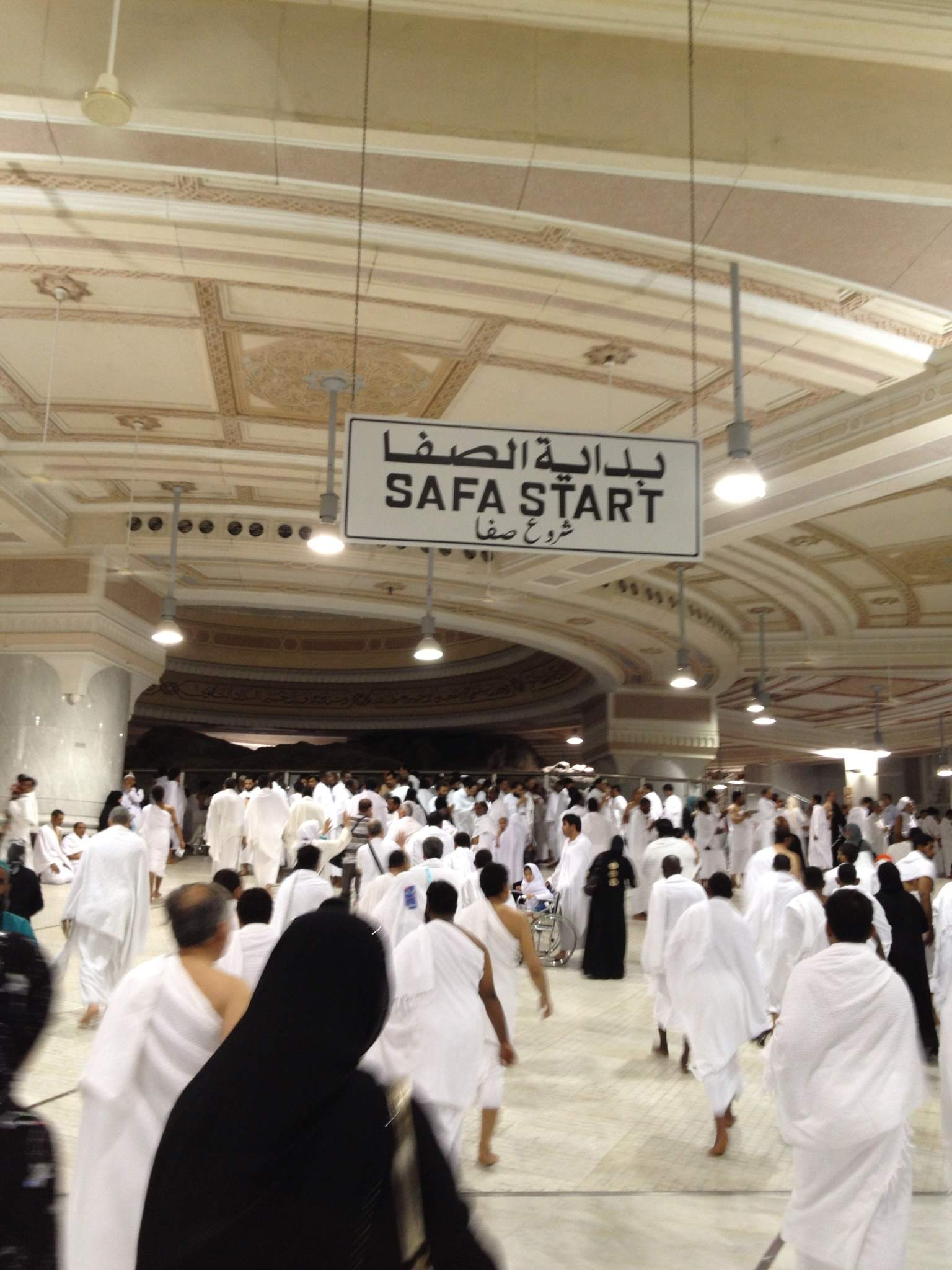

В наше время на холмах и между ними стоит здание: над холмами возвышаются купола, отрезок между ними соединён широкой крытой галереей.
В мусульманской традиции существует несколько объяснений происхождения этого обряда: по одной из них эти два холма были местом отдыха Адама и Хаввы; по другой — этот обряд исполнил Ибрахим как поклонение Аллаху, а поскольку на его пути вставал Иблис (сатана), Ибрахим был вынужден бежать. Наибольшее распространение получило предание о том, что этот обряд установлен в память о страданиях Хаджар, которая металась между холмами в поисках воды для сына Исмаила.
По преданиям, именно недалеко от этого места забил источник Замзам под ступнями младенца Исмаила.